# Pfarrkirche Ratten

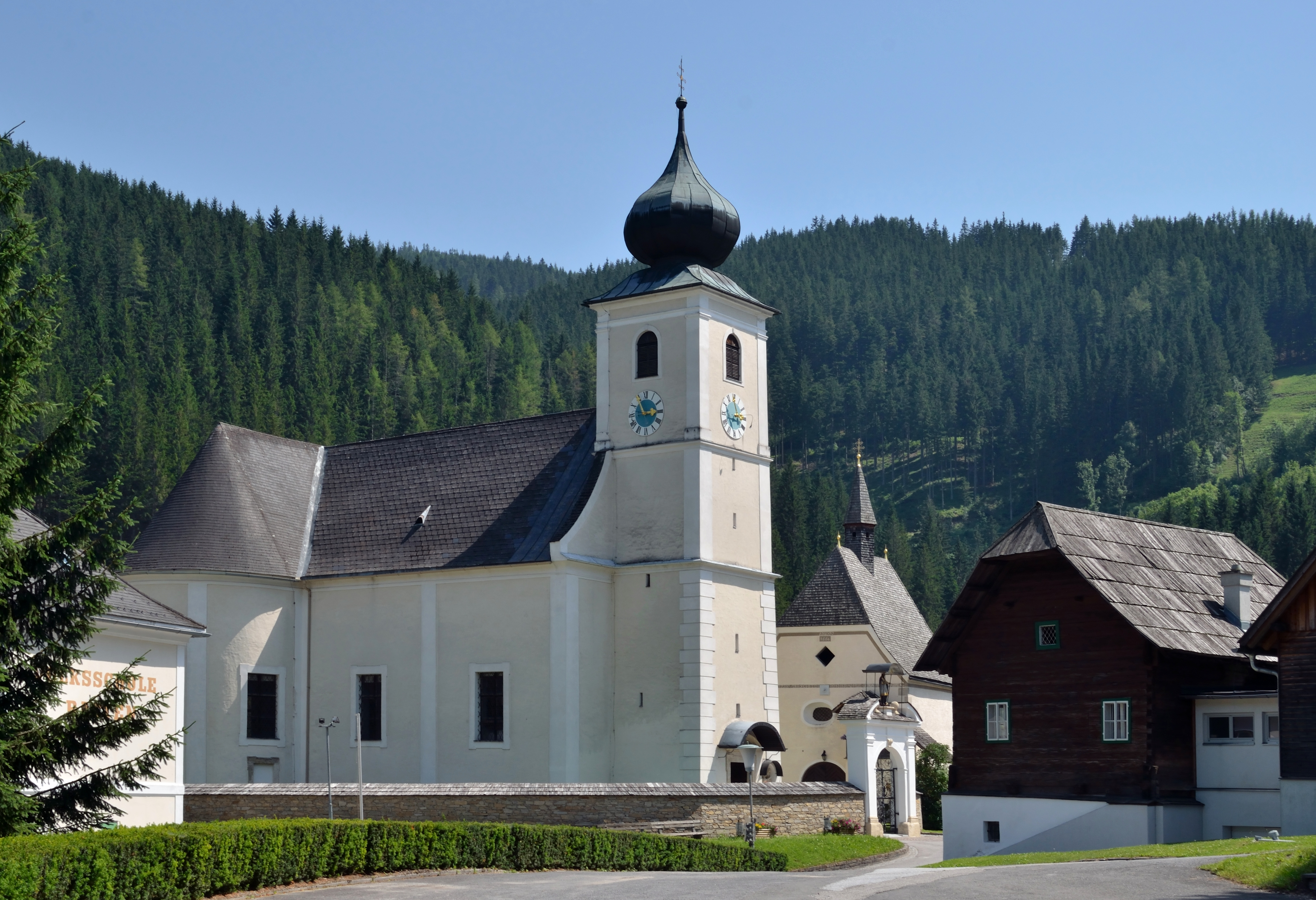
Katholische Pfarrkirche hl. Nikolaus in Ratten

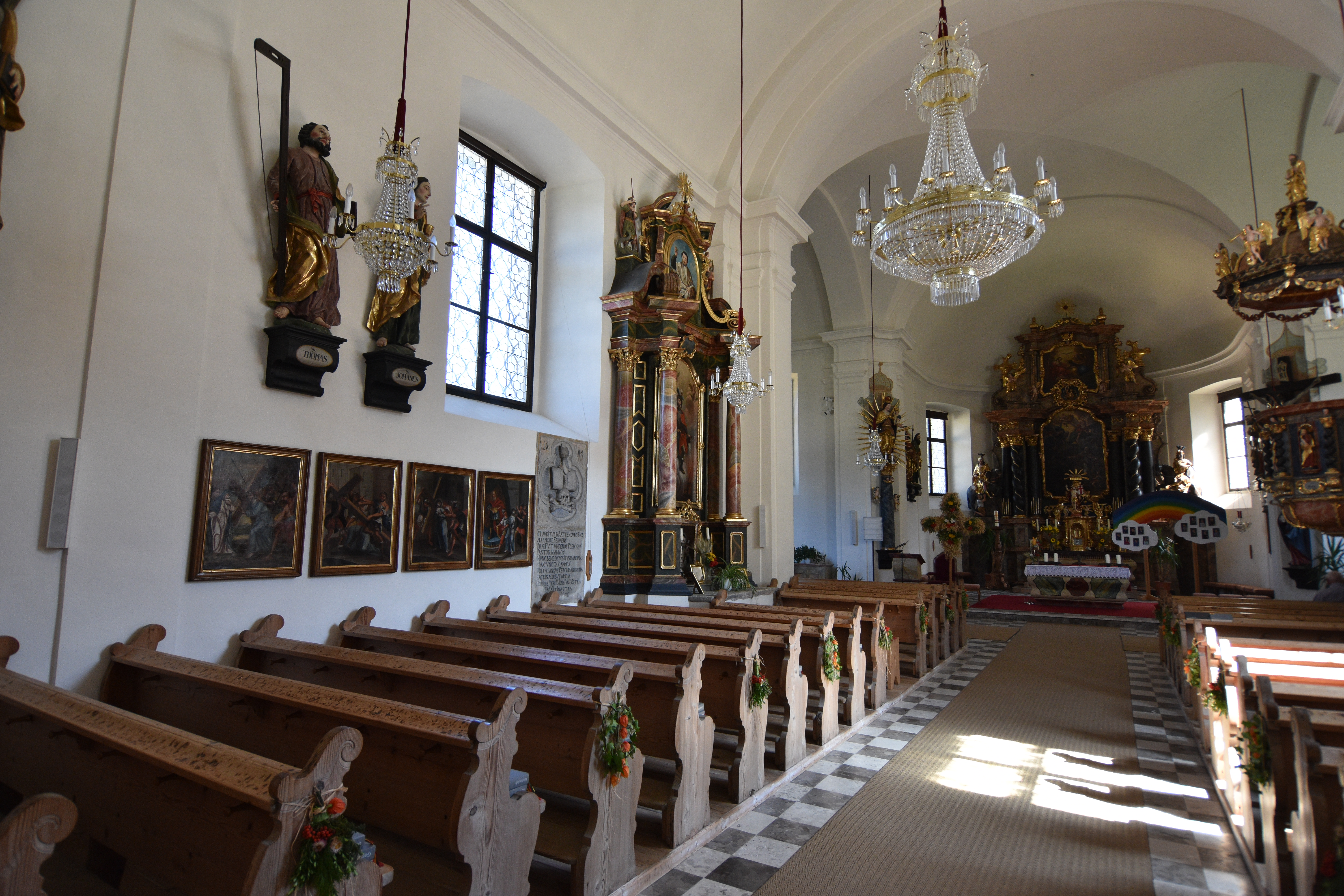
Langhaus, Blick zum Chor

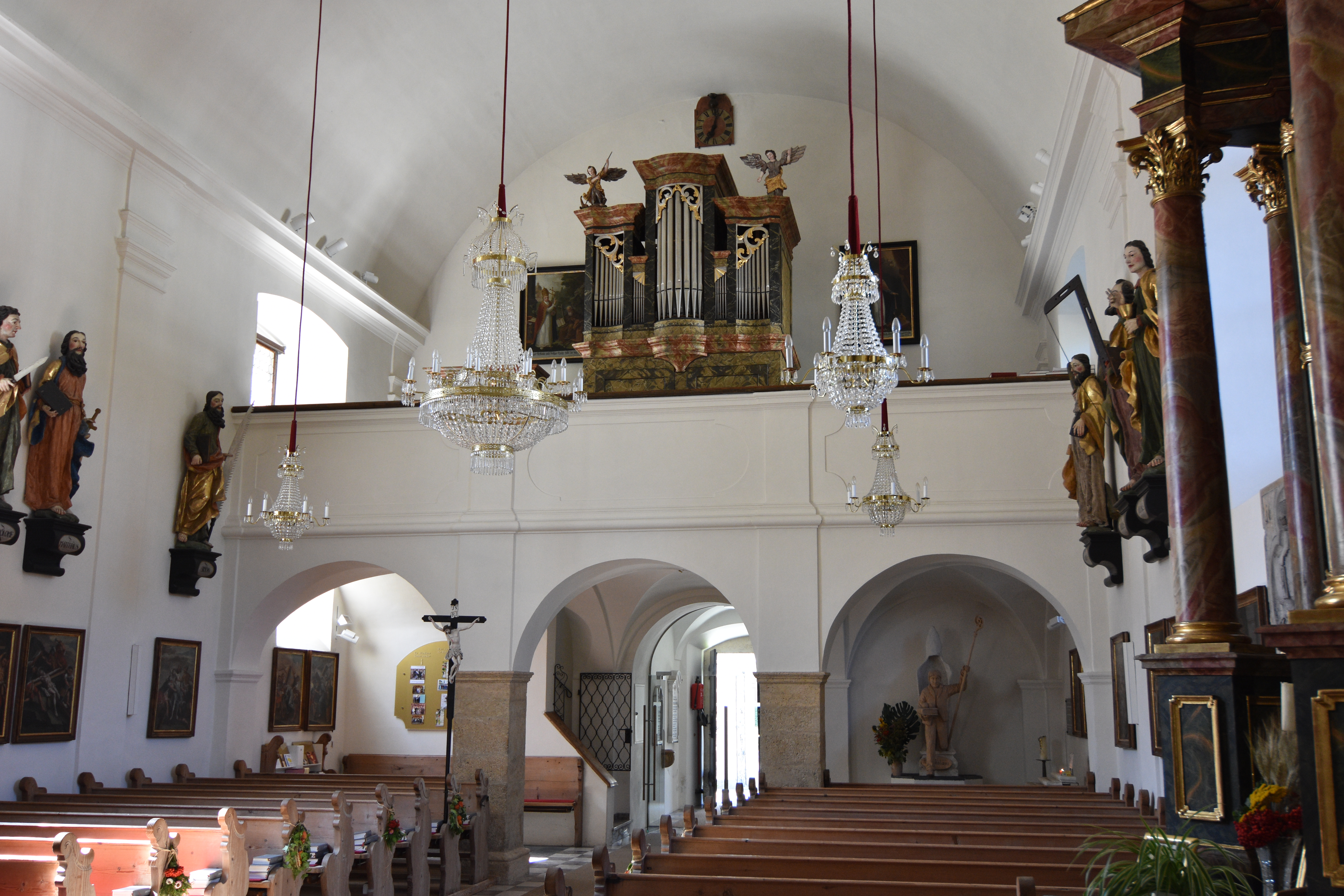
Langhaus, Blick zur Orgelempore

Die Pfarrkirche Ratten steht im Kirchviertel in der Gemeinde Ratten im Bezirk Weiz in der Steiermark. Die dem Patrozinium hl. Nikolaus von Myra unterstellte römisch-katholische Pfarrkirche gehört zum Dekanat Birkfeld in der Diözese Graz-Seckau. Die Kirche und die Kirchhofanlage stehen unter Denkmalschutz (Listeneintrag).

## Geschichte
Urkundlich wurde 1418 eine Kirche genannt. Von 1708 bis 1715 erfolgte ein Neubau der Kirche nach Plänen von Remigius Horner, der Turm blieb erhalten. Von 1969 bis 1972 erfolgte eine Gesamtrestaurierung.

## Architektur
Die Kirche mit der Kirchhofanlage steht in einem ebenso denkmalgeschützten Bauensemble mit der Rosenkranz-Kapelle, dem Pfarrheim und dem Pfarrhof mit Wirtschaftsgebäuden.
Der vorgestellte quadratische im Kern gotische Westturm zeigt am Portal die Jahresangabe 1709.
Das Kircheninnere zeigt ein zweijochiges tonnengewölbtes Langhaus mit einer anschließenden Drei-Konchen-Anlage gegen Osten, die Chorapside wurde um ein queroblonges Joch verlängert, die Orgelempore ist dreiachsig, die Wände zeigen eine Gliederung mit Pilastern.

## Ausstattung
Die Kirche birgt eine bemerkenswerte barocke Ausstattung. Der Hochaltar und die zwei Seitenaltäre entstanden in der Bauzeit. Der Barbara-Altar zeigt ein Bild vom Maler G. A. Warhueber 1714. Der Isidor-Altar zeigt ein Bild aus der Mitte des 18. Jahrhunderts. Den Marien-Altar aus dem zweiten Viertel des 18. Jahrhunderts schuf der Bildhauer Josef Hilt.
An den Wänden befinden sich Figuren der Zwölf Apostel 1721.
Die Orgel baute Matthias Krainz 1825.

## Grabdenkmäler
- Zwei Grabsteine nennen 1684.
- Am Turm steht ein Epitaph aus 1797.

## Kirchhofanlage
Das Portal trägt eine Sprenggiebel mit der Figur hl. Nikolaus aus dem ersten Viertel des 18. Jahrhunderts, das Portalgitter entstand 1968.

## Rosenkranz-Kapelle
Die Kapelle neben der Kirche ist mit 1664 bezeichnet. Der bemerkenswerte gleichzeitige Altar zeigt Knorpelwerk 1966 restauriert, er zeigt das Altarbild hl. Nikolaus. 